# Katharina Sunk
Katharina Sunk (* 4. Juli 1990 in Wien) ist eine österreichische Fernsehmoderatorin. Seit März 2021 präsentiert sie die ORF-Fernseh-Nachrichtensendung Niederösterreich heute.

## Leben
Katharina Sunk besuchte ab 2000 das Bundesgymnasium Frauengasse in Baden, wo sie 2008 maturierte. Anschließend studierte sie Politikwissenschaft an der Universität Wien, das Studium schloss sie 2011 als Bachelor of Arts ab. Ein Studium Journalismus und neue Medien an der FHWien der WKW beendete sie 2014 als Master of Arts mit einer Diplomarbeit zum Thema Jugendliche und Newsapps: wie [!] attraktiv ist das bestehende Angebot für 14- bis 18-Jährige? Von 2007 bis 2012 war sie als freie Mitarbeiterin für die Badener Zeitung tätig, es folgten unter anderem Praktika bei den Niederösterreichischen Nachrichten, der Tageszeitung Kurier und in der Konzernkommunikation von Novomatic. Im Herbst 2017 schloss sie eine einjährige Ausbildung zur Berufssprecherin an der Schule des Sprechens ab.
Seit 2015 ist sie in der Informationsredaktion des ORF-Landesstudios Niederösterreich tätig, unter anderem als Redakteurin für Fernsehen, Radio und Online, sowie als Chefin vom Dienst für die Sendung Niederösterreich heute, und ist für den Social-Media-Auftritt des Landesstudios zuständig. 2018 belegte sie den ersten Platz beim NÖ Journalismuspreis des Vereines zur Förderung des Journalismus in Niederösterreich. Seit dem 16. März 2021 gehört sie zum Moderatorenteam der Fernseh-Nachrichtensendung Niederösterreich heute. Im Herbst 2023 übernahm ihre Karenzvertretung Veronika Berger.

## Auszeichnungen
- 2018: erster Platz beim NÖ Journalismuspreis[3][4]